# Égleny
 Égleny  es una comuna y población de Francia, en la región de Borgoña, departamento de Yonne, en el distrito de Auxerre y cantón de Toucy.
Su población en el censo de 1999 era de 399 habitantes.
Está integrada en la Communauté de communes du Toucycois .

## Demografía
| 379 | 334 | 329 | 335 | 370 | 399 |
| Para los censos de 1962 a 1999 la población legal corresponde a la población sin duplicidades (Fuente: INSEE [Consultar]) |     |     |     |     |     |